# Háromfázisú váltakozó áramú teljesítmény mérése
A háromfázisú váltakozó áramú teljesítmény mérése elektrodinamikus műszerekkel, vagy ferrodinamikus műszerekkel történik.

## A mérés menete
A háromfázisú teljesítmény {\displaystyle P={\sqrt {3}}\cdot U\cdot I\cdot \cos \varphi }. A mérés menetében alapvető eltérés van, hogy a rendszer szimmetrikusan terhelt, vagy aszimmetrikus.

### Háromfázisú, szimmetrikusan terhelt kétvezetékes hálózatban
A szimmetria feltétele, hogy a feszültségek, és áramok nagysága mindenben megegyezzen, valamint a csillagpontban a feszültség értéke 0 V legyen. A kétvezetékes hálózatban rendelkezésre áll egy fázisfeszültség, valamint a csillagpont nullavezetője. Ekkor nem követnek el nagy hibát, ha az egyfázisú váltakozó áramú teljesítmény mérése szerint kötik be a műszert („a” kötés), de mivel itt háromfázisú teljesítményt mérnek, feltételezik, hogy a másik két ágban ugyanakkora teljesítmény van. Így pl. 400 V-os hálózatból a műszerre csak a fázisfeszültség (jelen esetben {\displaystyle {\frac {400V}{\sqrt {3}}}=230V} jut. A műszerre jutó teljesítmény az egy ágban {\displaystyle P1={\frac {U\cdot I\cdot \cos \varphi }{\sqrt {3}}}}(Az "U" itt vonalfeszültséget jelent, azaz 400 V). A három ágban a korábbi feltételek szerint ugyanekkora teljesítmény van. Így {\displaystyle P=P1+P2+P3=3\cdot P1=3\cdot {\frac {U\cdot I\cdot \cos \varphi }{\sqrt {3}}}} (mivel {\displaystyle {\sqrt {3}}\cdot {\sqrt {3}}=3}, és {\displaystyle {\frac {\sqrt {3}}{\sqrt {3}}}=1}) {\displaystyle P={\frac {{\sqrt {3}}\cdot {\sqrt {3}}\cdot (U\cdot I\cdot \cos \varphi )}{\sqrt {3}}}} egyszerűsítve,{\displaystyle P={\sqrt {3}}\cdot U\cdot I\cdot \cos \varphi }. Erre az értékre skálázzák a műszert. Ez az ún. „b1” kötés. (Ebben a képletben sincs jelölve,hogy az "U" nem egy fázis feszültségét, hanem a vonalfeszültséget jelenti, azaz 400V-ot.) 
Nagyon fontos, hogy minden képletben jelöljük, hogy fázisfeszültségről vagy vonalfeszültségről van-e szó, mert súlyos számítási hibák keletkezhetnek.

### Háromfázisú, szimmetrikusan terhelt háromvezetékes hálózatban
Háromfázisú, szimmetrikusan terhelt hálózatban használják a „b” kötést. A szimmetria miatt feltételezhető, hogy mind a három ágban azonos teljesítmény van. Így elegendő, ha egy ágban mérik a teljesítményt, és ennek háromszorosát veszik. A műszeren belül (hasonlóan a generátor oldalhoz), egy csillagpontot hoznak létre. Azt tudható, hogy a háromfázisú, szimmetrikusan terhelt hálózatban a feszültségek (és velük együtt az áramok) pontosan 120°-os szöget zárnak be. Ha a műszeren belül mind a három feszültségág egyforma ellenállású (beleértve a lengőtekercs ellenállását is!), akkor a három ágat egy csillagpontba összekötve abban a feszültség éppen 0 V lesz. Ez a 0 pont nincs összekötve (nincs kivezetve) a hálózat N vezetőjével, de ha össze lenne kötve, az semmit nem változtatna meg. A műszerre ráadnak egy IL1 áramot, és egy UL1, UL2,UL3 vonalfeszültségeket. Az előbbiek szerint a csillagpontban a feszültség éppen nulla lesz. A lengőtekercsre (az előtét ellenálláson keresztül) UL1-csillagpont fázisfeszültséggel arányos áram jut. Az így mutatott teljesítmény ugyanannyi, mint az „a” kötésben, de a műszerre jutó feszültség nem a névleges feszültség, hanem annak csak √3-a! {\displaystyle P={\frac {U\cdot I\cdot \cos \varphi }{\sqrt {3}}}}! Ez az egy ágban mért teljesítmény. A három ágban a korábbi feltételek szerint ugyanekkora teljesítmény van. Így {\displaystyle P=P1+P2+P3=3\cdot P1=3\cdot {\frac {U\cdot I\cdot \cos \varphi }{\sqrt {3}}}} (mivel {\displaystyle {\sqrt {3}}\cdot {\sqrt {3}}=3}, és {\displaystyle {\frac {\sqrt {3}}{\sqrt {3}}}=1}) {\displaystyle P={\frac {{\sqrt {3}}\cdot {\sqrt {3}}\cdot (U\cdot I\cdot \cos \varphi )}{\sqrt {3}}}} egyszerűsítve, {\displaystyle P={\sqrt {3}}\cdot U\cdot I\cdot \cos \varphi }. A példából látható, hogy egy fázis teljesítményét úgy kapjuk meg, ha a fázisfeszültséget gyök hárommal szorozzuk, azaz vonalfeszültséggel számolunk: 1 A 240 V esetében a teljesítmény {\displaystyle P={\sqrt {3}}\cdot U\cdot I\cdot \cos \varphi ={\sqrt {3}}\cdot 240V\cdot 1A\cdot 1=415,69219W}. A műszert ilyenkor 400 W teljesítményre skálázzák, és a három tényező közül az egyik eltér a névleges értéktől. A számítás során úgy tekinthető, {\displaystyle P={\sqrt {3}}\cdot U\cdot 1A\cdot \cos \varphi =400W} ebből ={\displaystyle {\frac {400W}{{\sqrt {3}}\cdot 1A\cdot \cos \varphi }}} =400 W/(1,732050808×1 A×1=230,9401 V. Természetesen a napi gyakorlatban a feszültséget tekintik adottnak, és az áramot, vagy a cosφ értékét korrigálják. Több áram méréshatárú műszerek esetében célszerű a feszültség kerekítése.

## Egy-, és háromfázisú, szimmetrikusan terhelt hálózatban
Elterjedt módszer az egy-, és háromfázisú műszerek egybeépítése is. Elektrodinamikus műszer kivitelben AC/DC, Ferrodinamikus műszer kivitelben AC mérésére használható. Előnye, hogy az egyfázisú előtétsorból a meglévő ellenállásokat használja a háromfázisú méréshez, így az nem kerül még egyszer beépítésre. Ez az „a-b” kötés. Az egyik lehetőség szerint az a kötés szerinti feszültséget használják, és a b kötésnél a feszültséget ennek √3 szorosára veszik. 3 mA feszültség ági fogyasztásnál (333,33 Ω/V) az értékek alakulása: (Vastagon szedve a méréshatárok.)

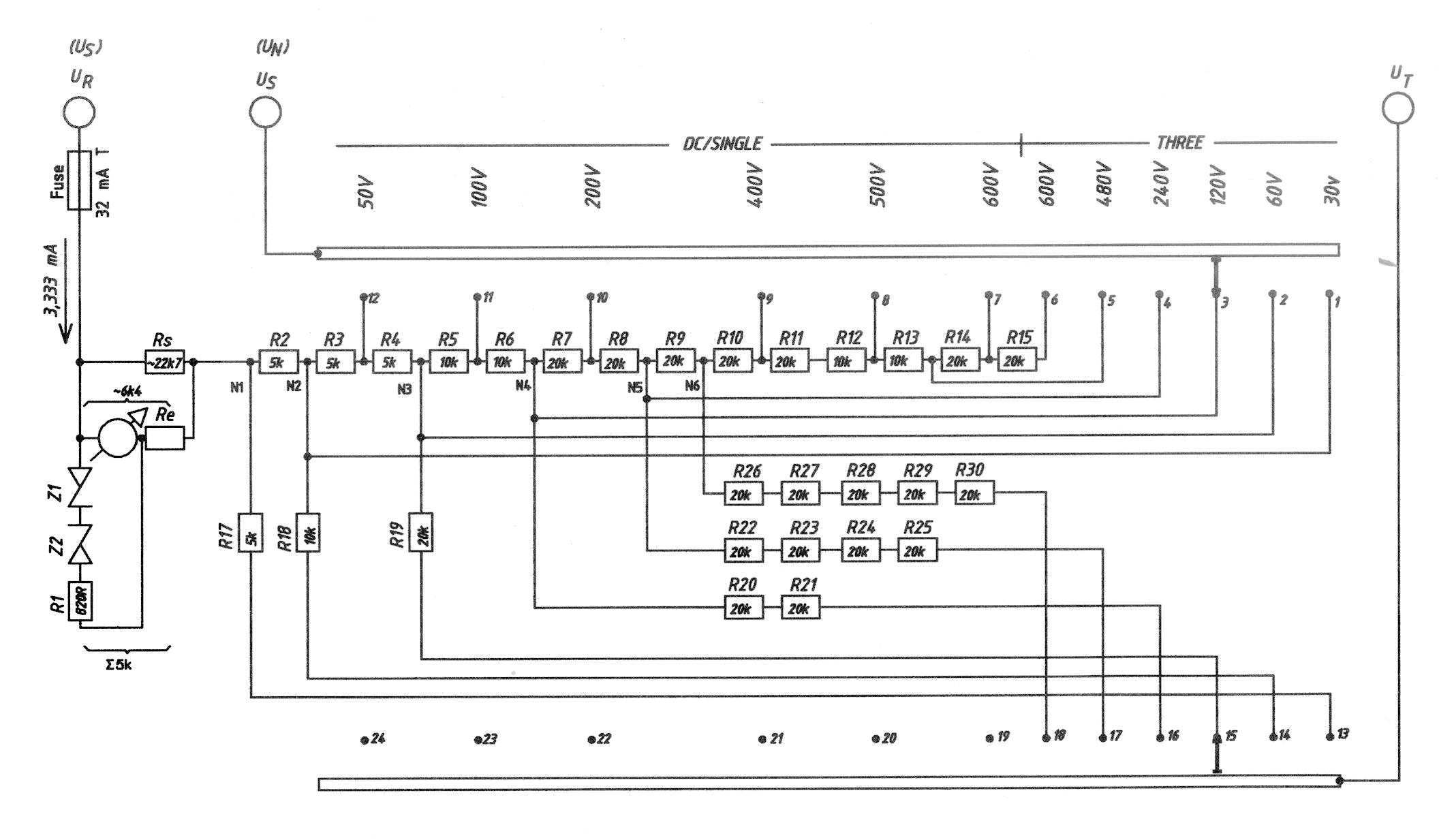
Teljesítmény mérő feszültségrésze egy-, és három fázisú szimmetrikus hálózathoz

| Unévleges (1 fázis) V | Unévleges (3 fázis) V | Umódosított (3 fázis) V | Belső ellenállás (áganként) Ω | Előtét- ellenállás Ω | Csillagpont helyének jele |
| --------------------- | --------------------- | ----------------------- | ----------------------------- | -------------------- | ------------------------- |
| 15                    | 25,98                 | 26                      | 5000                          | 5000                 | nincs                     |
| 30                    | 51,96                 | 52                      | 10 000                        | 5000                 | nincs                     |
| 37,5                  | 64,95                 | 65                      | 12 500                        | 2500                 | N1                        |
| 75                    | 129,90                | 130                     | 25 000                        | 12 500               | N2                        |
| 150                   | 259,81                | 260                     | 50 000                        | 25 000               | N3                        |
| 225                   | 389,71                | 390                     | 75 000                        | 25 000               | N4                        |
| 300                   | 519,62                | 520                     | 100 000                       | 25 000               | N5                        |
| 450                   | 779,42                | 780                     | 150 000                       | 50 000               | nincs                     |
| 600                   | 1039,23               | 1040                    | 200 000                       | 50 000               | nincs                     |

A másik lehetőség, hogy a b kötés értékeit tekintik kerek értékűnek, de a valóságban a fentieknek megfelelően korrigálják. 3,333 mA feszültség ági fogyasztásnál (300 Ω/V) az értékek alakulása: (Vastagon szedve a méréshatárok.)
| Unévleges (3 fázis) V | Umódosított (3 fázis) V | UL1-csillag (1 fázis) V | Belső ellenállás (áganként) Ω | Előtét- ellenállás Ω | Csillagpont helyének jele |
| --------------------- | ----------------------- | ----------------------- | ----------------------------- | -------------------- | ------------------------- |
| 30                    | 28,8675                 | 16,67                   | 5000                          | 5000                 | N1                        |
| 60                    | 57,7350                 | 33,33                   | 10 000                        | 5000                 | N2                        |
| 90                    | 86,6025                 | 50,00                   | 15 000                        | 5000                 | nincs                     |
| 120                   | 115,4701                | 66,67                   | 20 000                        | 5000                 | N3                        |
| 180                   | 173,2051                | 100,00                  | 30 000                        | 10 000               | nincs                     |
| 240                   | 230,9401                | 133,33                  | 40 000                        | 10 000               | N4                        |
| 360                   | 346,4102                | 200,00                  | 60 000                        | 20 000               | nincs                     |
| 480                   | 461,8802                | 266,67                  | 80 000                        | 20 000               | N5                        |
| 600                   | 577,3503                | 333,33                  | 100 000                       | 20 000               | N6                        |
| 720                   | 692,8203                | 400,00                  | 120 000                       | 20 000               | nincs                     |
| 900                   | 866,0254                | 500,00                  | 150 000                       | 30 000               | nincs                     |
| 1080                  | 1039,2305               | 600,00                  | 180 000                       | 30 000               | nincs                     |

### Háromfázisú, háromvezetékes hálózatban
Háromfázisú, háromvezetékes hálózatban, vagy kétfázisú láncolt áramkör mérésére használják a „c” kötést. (Aron kapcsolás) Ha a háromfázisú rendszernek a csillagpontja nincs kivezetve, vagy (háromszögkapcsolásban) nincs csillagpontja, a teljesítményt két wattmérővel is mérhető. A mérés helyességét Hermann Aron professzor bizonyította be.

#### Mérés két wattmérővel

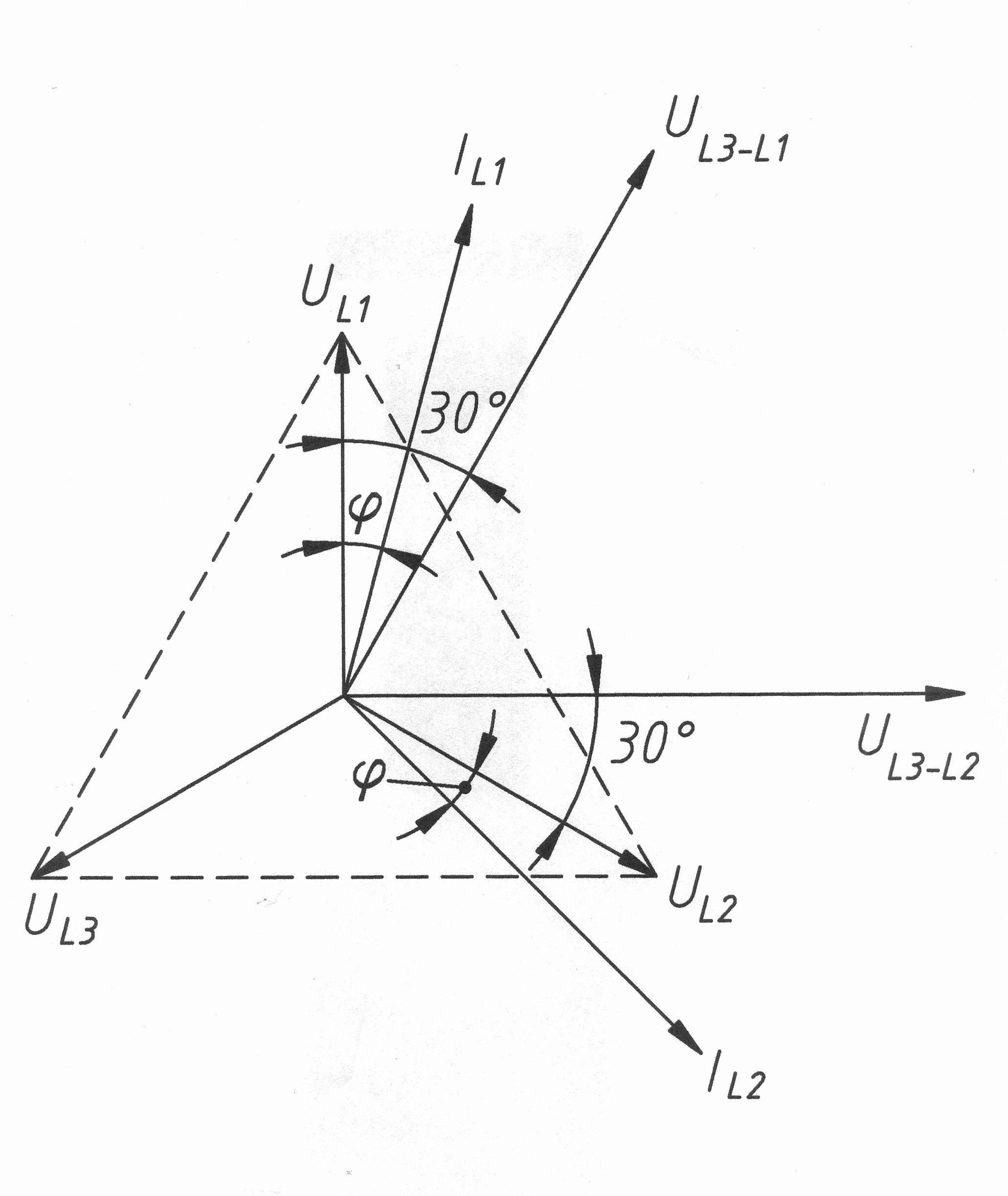
Vektorábra

Hermann Aron kapcsolások hatásos és meddő teljesítmény mérésére háromvezetékes hálózatban.

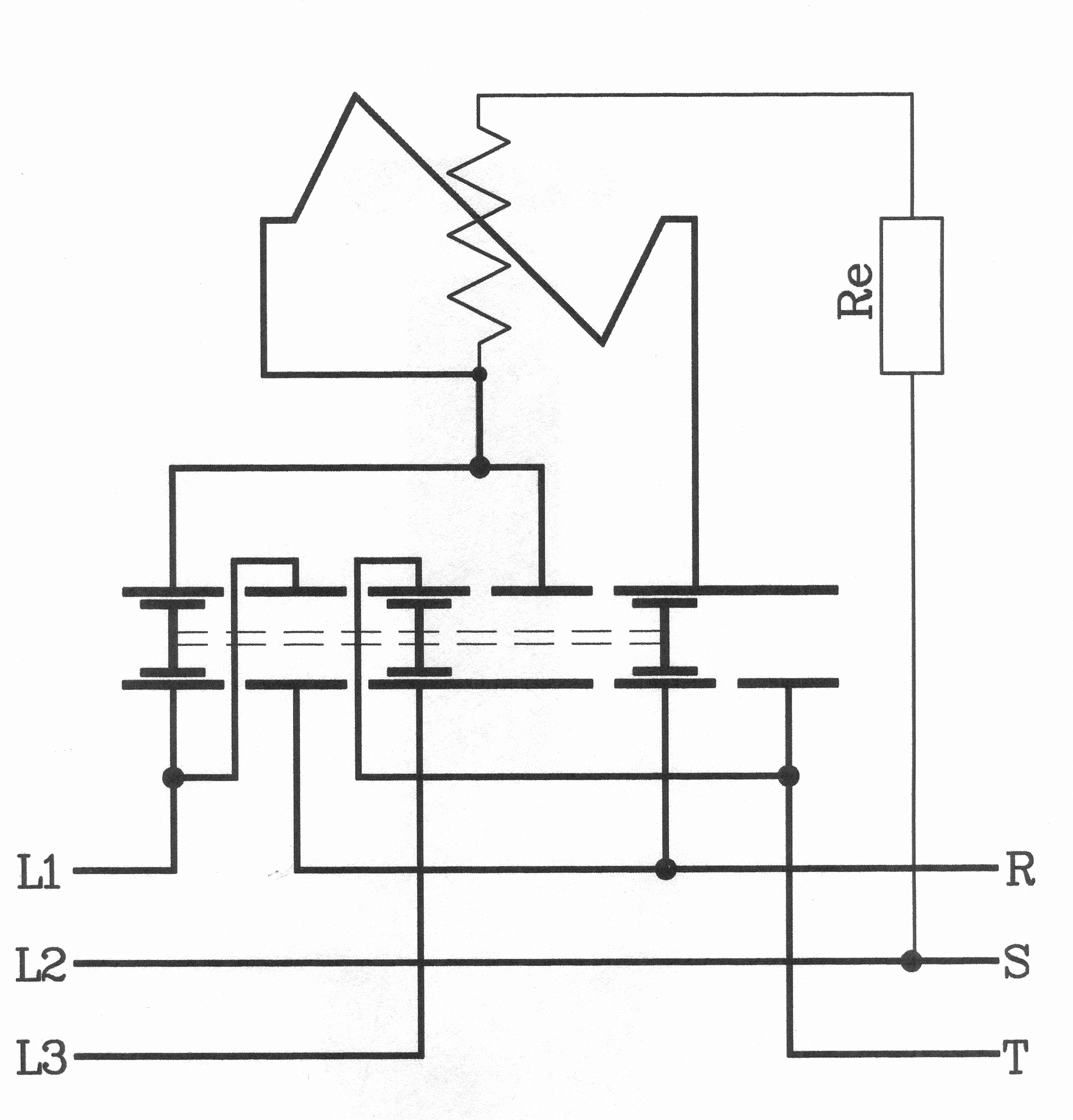
Mérés egyrendszerű, átkapcsolható wattmérővel

Az I. wattmérő áramtekercsén IL1, feszültségtekercsén pedig az UL3-L1 vonalfeszültséggel arányos áram folyik. Mivel az UL1 és az UL3-L1 között 30°Fáziskülönbség van, φ fázisszögű terhelés esetén IL1 és UL3-L1 közötti fáziseltolás 30°-φ. Az I. wattmérő PI. = UL3-L1 × IL1 × cos (30°-φ), valamint hasonló meggondolás alapján a PII. = UL3-L2 × IL2 × cos (30°+φ) teljesítményt mutat. A két kitérés összege, figyelembe véve, hogy UL3-L1 = UL3-L2 = Uvonali, és IL1 = IL2 = Ivonali, valamint, hogy cos (30°±φ) = cos φ × cos 30° ± sinφ × sin 30° és cos 30° = √3/2 így P = PI. + PII. = Uvonali × Ivonali × (cos (30°-φ) + cos (30°+φ)) = √3× Uvonali × Ivonali × cos φ.
A fáziseltolódás függvényében változik a két műszer kitérése:
1. cos φ = 1   (φ = 0)  : a két wattmérő kitérése egyenlő
2. cos φ > 0,5 (φ < 60°): mindkét wattmérő kitérése pozitív
3. cos φ = 0,5 (φ = 60°): PII. = 0, tehát a PII. wattmérő nem tér ki
4. cos φ < 0,5 (φ > 60°): PII. kitérése negatív
5. cos φ = 0   (φ = 90°): PII. kitérése ugyanakkora, mint PI.    kitérése, de negatív

Mivel a negatív kitérést nem lehetne leolvasni, (4. és 5. eset) a wattmérő feszültségtekercsének kapcsait fel kell cserélni, ekkor a kitérés pozitív lesz, de az így leolvasott értéket az összegzéskor negatív előjellel kell figyelembe venni. Tehát, ha cos φ > 0,5, akkor a két wattmérő kitérését össze kell adni, ha pedig cos φ < 0,5, ki kell vonni.
A két wattmérős módszer kis cos φ mellett pontatlan. Ekkor a háromfázisú teljesítmény  mint két közel egyenlő nagyságú PI. és PII. különbségeként adódik. A wattmérőknek a saját kitérésükhöz képesti kis hibái a PI. - PII. háromfázisú teljesítményre vonatkoztatva ilyenkor nagy százalékos hibát jelentenek.

#### Mérés többrendszerű wattmérővel
A műszerrel két áramot mérnek. Az IL1 áramhoz az UL1-L2 feszültséget, míg az IL3 áramhoz az UL2-L3 feszültséget rendelik hozzá. Gyakorlatilag az egyik gerjesztőcséve kapja az IL1 áramot, és az abban lévő lengőtekercs az UL1-L2 feszültséget, míg a másik gerjesztőcséve kapja az IL3 áramot, és az abban lévő lengő az UL2-L3 feszültséget. Előtét az L1, és L3 ágban van. A teljesítmény itt is {\displaystyle P={\sqrt {3}}\cdot U\cdot I\cdot \cos \varphi }.

#### Mérés egyrendszerű, átkapcsolható wattmérővel
Aron-kapcsolásban egyetlen wattmérővel is megoldható a mérés.Ilyenkor átkapcsolóval egyszer az Ł1, egyszer pedig az L3 fázisba iktatják az áramtekercset. Amelyik ágban éppen nem történik mérés, azt az ágat a kapcsoló rövidre zárja, így az áramkör nem szakad meg.

### Háromfázisú, négyvezetékes, egyenlőtlenül terhelt hálózatban

#### Mérés három wattmérővel
Háromfázisú, négyvezetékes, egyenlőtlenül terhelt hálózatban az egyenlőtlen terhelés miatt nem használhatják azt a módszert, hogy csak egy vagy két ágban mérnek teljesítményt, és feltételezik, hogy a többi ágban ugyanakkora teljesítmény van. Itt fázisonként mérik az áramokat. A három wattmérő az egyenlőtlen terhelés miatt eltérő teljesítményt mutat. Ezek összege adja a tényleges teljesítményt.
{\displaystyle P=P_{1}+P_{2}+P_{3}}

#### Mérés kétrendszerű wattmérővel
Megtehetik, hogy azonos tengelyen három azonos mérőrendszert helyeznek el. Ezt egy „d” kötéssel valósítják meg. A gyakorlatban a közös tengelyen lévő egyik lengő a műszeren belül kialakított csillagpont miatt UL1-N feszültséget kap. Ennek a lengőtekercsnek a gerjesztését végző gerjesztőcséve két szektorra van osztva. Egyik fele IL1 árammal, másik fele IL2 árammal van gerjesztve. A gerjesztésben így azok vektora jelenik meg. A másik lengő a műszeren belül kialakított csillagpont miatt UL3-N feszültséget kap. Ennek a lengőtekercsnek a gerjesztését végző gerjesztőcséve is két szektorra van osztva. Egyik fele IL3 árammal, másik fele IL2 árammal van gerjesztve. Így a gerjesztésben szintén ezek vektora jelenik meg. (tulajdonképpen az IL2 ág a két gerjesztő csévénél sorba van kötve, ügyelve az áramok irányának helyes megválasztására.) A csillagpont nincs a műszerből kivezetve, nincs összekötve a hálózat N vezetőjével, de ha össze lenne kötve, az semmit nem változtatna meg. Hiszen a csillagpontban az egyenlőtlen terhelés miatt ugyanúgy nem 0  V feszültség lesz, mint a hálózat N vezetőjében. Előtét az L1, L2, és L3 ágban van. A teljesítmény itt is {\displaystyle P={\sqrt {3}}\cdot U\cdot I\cdot \cos \varphi }
Elmondható, hogy egyenlőtlen terhelés esetén is a „c”, és „d” típusú kötésben a műszer helyesen méri a hatásos teljesítményt.

## A műszer ellenőrzése
A háromfázisú teljesítmény {\displaystyle P={\sqrt {3}}\cdot U\cdot I\cdot \cos \varphi }. A helyesen elkészített műszernél ellenőrizni szükséges, hogy a mutatott teljesítmény valóban csak ettől függ. Felváltva a feszültséget, áramot, és a cosφ értékét felére csökkentve, a műszernek azonos (fele) kitérést kell mutatnia. A „c” és a „d” rendszerű műszereknél (ahol nem egy áramot mér a műszer) ellenőrizni szükséges az áramok szimmetriáját is. A műszerre felváltva csak egy mérendő áramot kapcsolnak, és minden áramnál azonos kitérést kell, hogy mutasson.